# モデスト・アルトシュラー
モデスト・アルトシュラー（英語: Modest Altschuler, 1873年2月15日 マヒリョウ - 1963年9月12日 ロサンジェルス）は、ベラルーシ出身のアメリカ合衆国の指揮者・作曲家・チェリスト。後年は映画音楽の世界でも活動した。本名はモイセーイ・イサアコヴィチ・アリトシューレル（ロシア語: Моисе́й Исаа́кович Альтшу́лер, Moisei Isaacovich Altschuler）といい、ユダヤ系である。

## 経歴
ワルシャワ音楽院でチェロを学んだ後、モスクワ音楽院に転じてアレンスキーとタネーエフに作曲を師事。1890年に卒業後はチェリストとして活動を始めるが、1890年代後半には渡米した。1903年にニューヨークにおいてロシア交響楽協会を創設し、十余年にわたって演奏旅行を行い同時代のロシア音楽を演奏し、ロシア文化をアメリカ合衆国に伝播する上で重要な役割を担った。アルトシュラーのオーケストラが世界初演した作品には、たとえばスクリャービン《法悦の詩》（1908年）が含まれており、このほかにもムソルグスキーの《ホヴァンシチナ》前奏曲の米国初演（1905年2月25日、カーネギーホール）や、プロコフィエフの 《ピアノ協奏曲第1番》作品10の米国初演（1918年12月10日、カーネギーホール）を実現させた。
ロシア交響楽協会は、世界で最初に録音を残した演奏団体の一つでもあり、1910年にコロムビア・レコード社において、チャイコフスキーやエドゥアルト・ラッセンらの小品を録音した。
アルトシュラーは厳格な専門教育を受けてはいたものの、モダニストの実験的な作品の受容にも吝かでなく、1915年3月には、ピアニストのマルグリット・ヴォラヴィを迎えて、スクリャービンの《プロメテ―焔の詩》のニューヨーク初演を行った際には、新発明の装置クロモラを用い、演奏に合わせて色光を投げかけた。
第一次世界大戦勃発前に自分のオーケストラを解散すると、カリフォルニア州に移り、音楽教師や演奏家として名声を築き上げる。映画界の重鎮になっていた兄ジョー・アラーの協力を得て、1920年代半ばからおよそ四半世紀にわたって映画音楽を作曲・演奏するようになった。カリフォルニア南部でも活動し、1926年にはグレンデイル交響楽団を創設した。

アルトシュラーの作品として現在辛うじて知られているものは、チェロとピアノのための小品《ラフマニノフの主題によるロマンス》である。

## 家族・親族
アルトシュラー家は音楽界に一族を送り出しており、姪エリノア・アラー（en:Eleanor_Aller）は夫フェリックス・スラットキンとともにハリウッド弦楽四重奏団を結成しし、1940年代から1960年代初頭にかけて、アメリカ屈指の室内楽団へと成長させた。二人の間の子供が指揮者のレナード・スラットキンである。チェリストのフレデリック・ズロートキンも親族であった。